# Merope
Merope er navnet på flere uafhængige personer og væsener i græsk mytologi:
- Merope var droning af Korinth og Ødipus' plejemor.
- Merope var en af de 7 plejader.